# Agelastica bimaculata
Agelastica bimaculata là một loài bọ cánh cứng trong họ Chrysomelidae. Loài này được Bertoloni miêu tả khoa học năm 1868.